# Francesco Gargano
Francesco Gargano (ur. 5 maja 1889 w Grammichele, zm. 29 października 1975 w Göteborgu) – włoski szermierz, złoty medalista olimpijski.
Na igrzyskach olimpijskich w Antwerpii w 1920 roku Włosi w składzie: Aldo Nadi, Nedo Nadi, Francesco Gargano, Oreste Puliti, Giorgio Santelli, Dino Urbani i Baldo Baldi zdobyli złoty medal w szabli drużynowej. W turnieju indywidualnym był dziewiąty, w rundzie finałowej wygrał trzy z jedenastu pojedynków.
Nie zdobył medalu mistrzostw świata.
W 1935 przeprowadził się do Szwecji, gdzie otworzył szkołę szermierki. W latach 60' i 70' prowadził reprezentację Szwecji.